# Emir Sulejmanović
Emir Sulejmanović (Rogatica, 13 luglio 1995) è un cestista bosniaco con cittadinanza finlandese.

## Carriera
Con la Bosnia ed Erzegovina ha disputato i Campionati europei del 2022.

## Statistiche

### Presenze e punti nei club
Dati aggiornati al 30 giugno 2015
| Stagione        | Squadra             | Competizione | Partite | Partite | Partite | Statistiche tiro | Statistiche tiro | Statistiche tiro | Altre statistiche | Altre statistiche | Altre statistiche | Altre statistiche | Altre statistiche |
| Stagione        | Squadra             | Competizione | Pres.   | Titol.  | Minuti  | Tiri da 2        | Tiri da 3        | Liberi           | Rimb.             | Assist            | Rubate            | Stopp.            | Punti             |
| --------------- | ------------------- | ------------ | ------- | ------- | ------- | ---------------- | ---------------- | ---------------- | ----------------- | ----------------- | ----------------- | ----------------- | ----------------- |
| 2012-2013       | Union Olimpija      | 1.A SKL      | 10      | 0       | 95      | 9/19             | 0/1              | 4/6              | 24                | 1                 | 4                 | 1                 | 22                |
| 2013-2014       | FC Barcelona B      | LEB Oro      | 24      | 14      | 490     | 77/156           | 3/26             | 22/34            | 161               | 16                | 14                | 13                | 185               |
| '14-apr. '15    | FC Barcelona B      | LEB Plata    | 21      | 19      | 562     | 117/220          | 17/46            | 39/66            | 177               | 20                | 22                | 8                 | 324               |
| apr. '15-'15    | Upea Capo d'Orlando | Serie A      | 4       | 0       | 62      | 6/14             | 1/3              | 1/10             | 22                | 1                 | 1                 | 2                 | 16                |
| Totale carriera |                     |              |         |         |         |                  |                  |                  |                   |                   |                   |                   |                   |

## Palmarès
- Coppa di Slovenia: 1

Union Olimpija: 2013
- Basketball Champions League: 1

Canarias: 2021-22
- Copa Princesa de Asturias: 1

Breogán: 2018